# M/S Freja (fiktivt fartyg)
För andra betydelser, se Freja (olika betydelser).

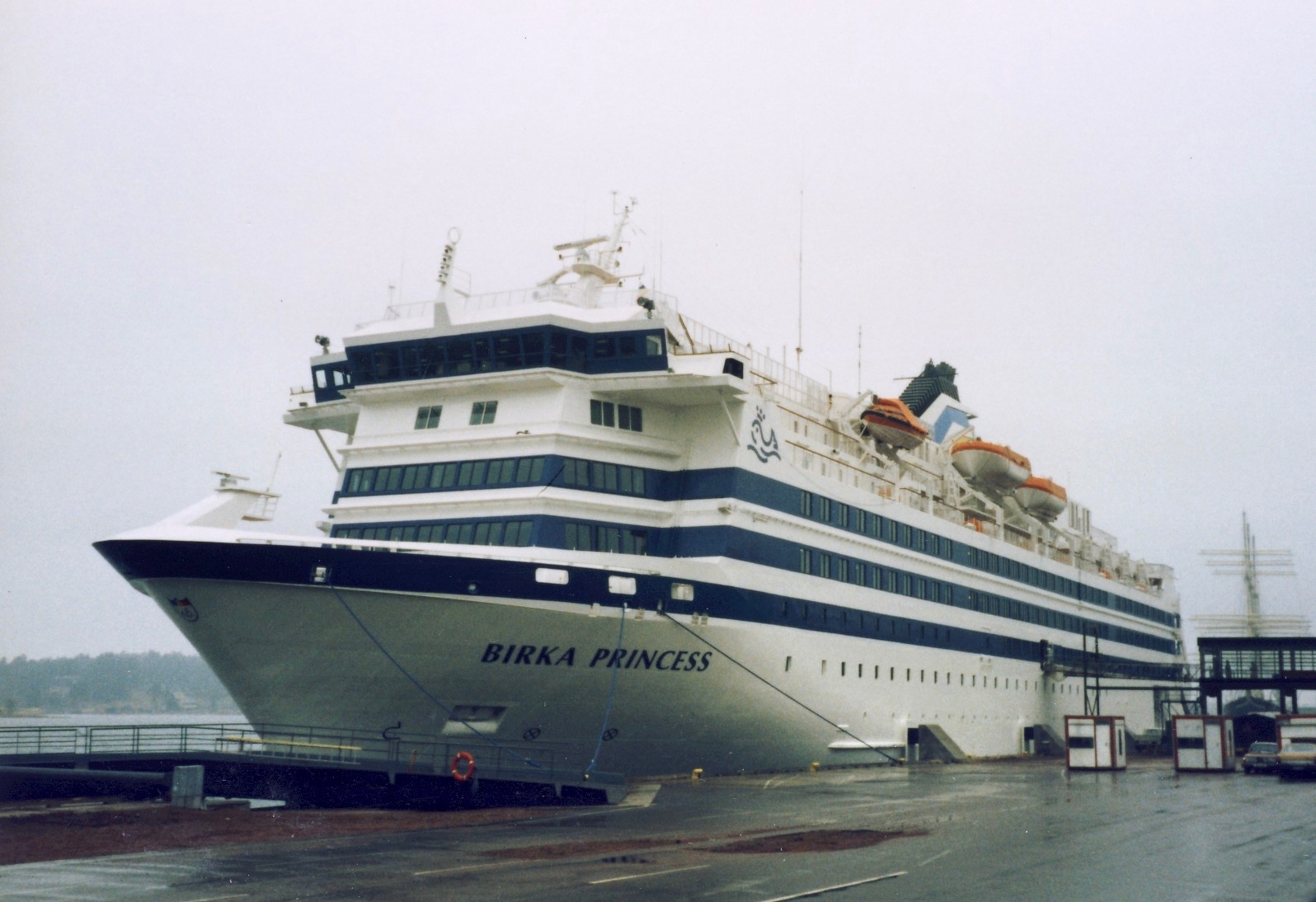
Birka Princess, alias M/S Freja vid Kaj i Mariehamn 25 april 1986.

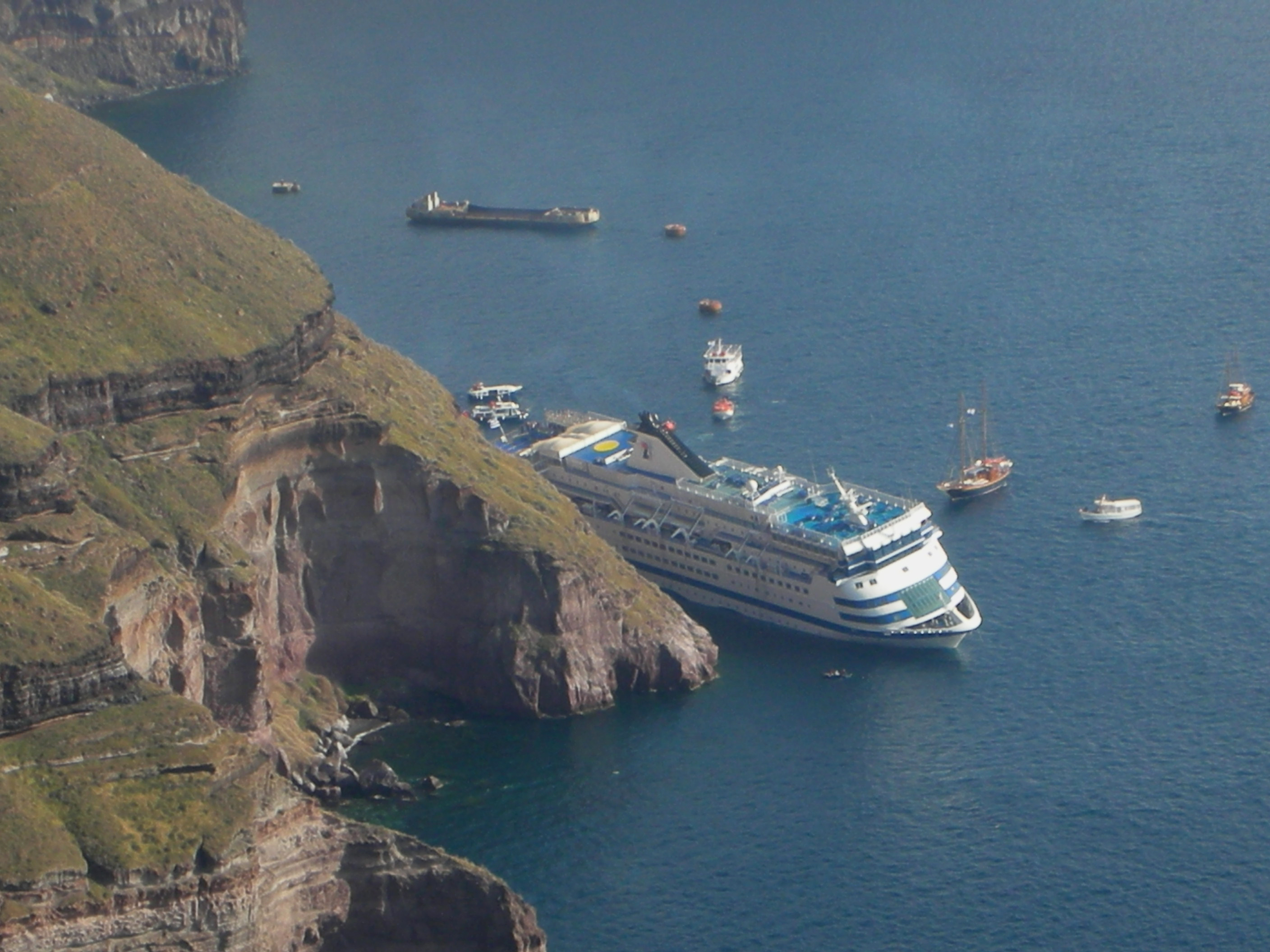
Birka Princess, omdöpt till M/S Sea Diamond alias M/S Freja vid Santorini i Grekland 2007 då fartyget sjunker.

M/S Freja var den båt på vilken TV-serien Rederiet huvudsakligen utspelades. Denna fiktiva Åbofärja ägdes i serien av Dahlénrederiet och var VD:n Reidar Dahléns ögonsten. På båten arbetade en mängd kufiska fiktiva personer, bland dem bartendern Joker, intendenten Uno, säkerhetschefen Bengtsson och maskinisten Gustav. Andra ägare under seriens gång var Mega Line, Transbaltic, Silver Line och Remmer Line.
Den båt som i verkligheten stod som modell för Freja var det åländska rederiet Birka Cruises Birka Princess (senare namngiven M/S Sea Diamond). Interiörerna (däck, maskin, brygga och bildäck) filmades varierande mellan Rederi AB Slites fartyg i början (Athena, Kalypso och Olympia), och senare på Viking Lines (Rosella, Amorella, Isabella, Mariella, Cinderella samt Gabriella). De övriga utrymmena (hytter, infodäck, mässen, restaurangen och Jokers bar, med mera) spelades in i Sveriges Televisions TV-studio. En vanligt förekommande scen var att hissdörrarna vid receptionen öppnades och personerna som kom ut ur hissen kom i fokus. Det fanns två hissar i den uppbyggda studion, men det var alltid dörrarna närmast kameran som öppnades. Det andra dörrparet var inte öppningsbart utan fanns där bara för syns skull. 

## Händelser
Freja var med om det mesta under sina levnadsdagar. Hon har brunnit, tagit in vatten, varit utsatt för bombhot, gått på grund, kört in i kaj och smugglat i stort sett allt som går att smuggla, som knark, vapen, flyktingar, ikoner och kärnavfall. Och från inget annat fartyg i modern tid torde så många människor ha fallit, hoppat eller slängts överbord.

## Förlisning i verkligheten
Förebilden till Freja, M/S Sea Diamond sjönk 2007 vid Santorini i Grekland.

## Kaptener
M/S Frejas befälhavare var (i kronologisk ordning):
- Rolf Dahlén (avsnitt 1–18)
- Sara Torstensson (avsnitt 19–57)
- Jussi Tola (avsnitt 57-70)
- Carl Ericson (avsnitt 67, 85, 256-259)
- Viggo Strieber (avsnitt 71–84)
- Georg Lager (avsnitt 85–180)
- Andrea Melin (avsnitt 181–186, 197-199, 217-227, 229-238)
- Torsten Jansson (avsnitt 187–197)
- Anders Moberg (avsnitt 199–216, 238-252)
- Fredrik Westberg (avsnitt 227-229)
- Margareta Lager (avsnitt 253–255, 299-304)
- Karin Bergström (avsnitt 259–288, 292–299, 305–306)
- Anna Lindell (avsnitt 289–292, 307–315)
- Kaj Öhman (avsnitt 316–318)

## Jubileumsavsnitt
- I avsnitt 100 firades Dahléns 100-årsjubileum ombord på M/S Freja.
- I avsnitt 200 fick man följa Reidar Dahléns liv. Då han samtidigt låg i koma på sjukhus var det hans själ som visade vad som hade hänt, från barndom till nutid.
- I avsnitt 300 avslöjades att Freja har en egen själ och ett känsloliv. Hennes röst gestaltades då av Birgitta Ulfsson.